# Santa María Jalapa del Marqués
Santa María Jalapa del Marqués là một đô thị thuộc bang Oaxaca, México. Năm 2005, dân số của đô thị này là 11123 người.